# Spreeblick
Spreeblick bezeichnet ein Blog in Deutschland sowie den gleichnamigen Verlag Spreeblick Verlag KG mit Sitz in Berlin.

## Geschichte
Gegründet wurde das Blog von Johnny Haeusler und seiner Frau Tanja Haeusler im Jahre 2002. Medial bekannt wurde es im Dezember 2004, nachdem Geschäftspraktiken des Klingeltonanbieters Jamba thematisiert wurden. 2005 gründete das Ehepaar zusammen mit den Betreibern fünf weiterer Blogs den ersten Verlag für Weblogs, um „professionellen Bloggern bei der Akquise von Werbung und Sponsoren, vor allem aber bei der Vermarktung der Texte“ zu helfen.
2006 wurde das Spreeblick-Weblog mit dem Grimme Online Award in der Kategorie Spezial für „kreative Leistung, Gestaltung und Textqualität“ ausgezeichnet. Begründet wurde der Preis unter anderem damit, dass sich das Blog „immer wieder journalistischer Mittel“ bediene und „Themen, die von den traditionellen Medien aufgegriffen werden“ behandelt. „Versatzstücke der Popkultur“ werden so „auf intelligente Weise zu etwas völlig Neuem“. 2007 schrieben vier weitere Autoren regelmäßig für Spreeblick. Insgesamt sind bis zu 13 Autoren für die Publikation tätig. Anfang 2007 wurde das Blog durchschnittlich 7.000 mal täglich abgerufen.
Weithin bekannt wurde das Blog Anfang 2010 durch Berichte und Kommentare zum Missbrauchs-Skandal am Berliner Canisius-Kolleg, wo Blog-Gründer Haeusler zur Schule gegangen war.

## Inhalte
Spreeblick versteht sich als „Unterhaltungs-, Kultur- und Meinungskanal“ und „Gegenpol zur bestehenden Medienlandschaft“ und veröffentlicht Inhalte in verschiedenen Kategorien wie Popkultur, Politik, Produkte und Positionen als Weblog, Web-Feed oder Podcast. Toni Mahoni veröffentlichte 136 Folgen seines Videocasts von Februar 2006 bis Februar 2008 auf Spreeblick. Johnny Haeusler publizierte Themen des Weblogs auch im Rundfunk, so wurde seit Oktober 2006 für etwa ein Jahr bei Radio Fritz die wöchentliche Sendung trackback, die show mit spreeblick, in der Themen rund um die Blogosphäre thematisiert werden, ausgestrahlt. Von September 2012 bis Dezember 2017 gab es auf Flux FM die Sendung Spreeblick, in der sich Johnny Haeusler zwei Stunden lang mit einer bekannten Persönlichkeit unterhielt.